# Temnothorax guyu
Temnothorax guyu (лат.) — вид мелких муравьёв рода Temnothorax из подсемейства мирмицины (Formicidae). Встречается в Китае.

## Этимология
Видовое название T. guyu происходит от слова «gǔyǔ» (穀雨, «гую», зерновой дождь), обозначающего один из 24 сроков (знаков зодиака) традиционного Китайского солнечного календаря (знак Тельца, с 20 апреля).

## Распространение
Китай: Юньнань, Сычуань.

## Описание
Мелкие муравьи (около 3 мм), основная окраска тела чёрновато-коричневая. Новый вид сходен с T. desioi (Menozzi, 1939), но отличается тем, что у нового вида спина головы густо сетчатая латерально, мезонотум и проподеум слабо выпуклые, постеродорсальный угол проподеума прямо отогнут, а вершина узелка петиоля узко закруглена; у T. desioi дорсум головы слабо морщинистый латерально, дорсум мезонотума и проподеума прямой, постеродорсальный угол проподеума тупо отогнут, а вершина узелка петиоля острая. Новый вид также сходен с T. qingming, но отличается тем, что у нового вида проподеальные шипы прямо отогнуты и короче их базальной ширины при боковом виде, дорсум мезонотума и проподеума слабо выпуклый, дорсум головы гладкий на центральной продольной полосе; у T. qingming проподеальные шипы коротко отогнуты и слабо длиннее их базальной ширины при боковом виде, дорсум мезонотума и проподеума прямой, дорсум головы полностью гладкий. Новый вид также сходен с T. susamyri (Dlussky, 1965), но отличается тем, что у нового вида проподеальные шипы прямо отогнуты и короче их базальной ширины при виде сбоку, дорсум узелка петиоля узко закруглён, пронотальные бока густо сетчатые; у T. susamyri проподеальные шипы коротко шиповатые и длиннее их базальной ширины при виде сбоку, дорсум узелка петиоля прямо отогнут, пронотальные бока продольно шершавые. Заднегрудь угловатая, с проподеальными шипиками. Грудь и голова сверху с морщинками, профиль ровный, без промезонотального и метанотального шва. Брюшко гладкое и блестящее. Усики 12-члениковые. Вид был впервые описан в 2024 году китайскими мирмекологами Yu-Han Qian и Zheng-Hui Xu (Southwest Forestry University, Куньмин, Юньнань) по типовым материалам из Китая.

### Комментарии
1. ↑  В западном календаре это соответствует первой половине зодиакального знака Тельца (с 20 апреля), а в переводе означает «зерновой дождь». Второй половине соответствует lixia и назван вид Temnothorax lixia.